# Großsteingrab Groß Ridsenow
Das Großsteingrab Groß Ridsenow (auch Großsteingrab Goritz oder Hölle genannt) ist eine megalithische Grabanlage der jungsteinzeitlichen Trichterbecherkultur bei Groß Ridsenow, einem Ortsteil von Wardow im Landkreis Rostock (Mecklenburg-Vorpommern).

## Lage
Das Grab befindet sich etwa 1,5 km nördlich von Groß Ridsenow am Rand eines Waldstücks. Etwa 80 m ostsüdöstlich liegt ein Grabhügel. 2,9 km westsüdwestlich liegen zwischen Kobrow und Goritz die beiden Großsteingräber bei Kobrow.

## Beschreibung
Die Anlage besteht aus mehreren großen Steinen, die in Unordnung umher liegen und keine Rückschlüsse auf das ursprüngliche Aussehen des Grabes zulassen.